# Bailé con mi ex
«Bailé con mi ex» (estilizado en mayúsculas) es una canción grabada por la cantante estadounidense Becky G. Fue lanzado por Kemosabe Records, RCA Records y Sony Music Latin el 10 de mayo de 2022, como el quinto y último sencillo del segundo álbum de estudio de Gómez, Esquemas (2022). Fue escrito por Gómez, Blake Slatkin, Keegan Bach, Manuel Lorente Freire, Gregory Hein, Andrew Jackson, Mario Caceres y Héctor Andre Mazzarri Ramos.

## Video musical
El vídeo musical fue lanzado el 13 de mayo de 2022, junto con el lanzamiento del álbum. Fue dirigido por Pedro Artola. El video muestra a Gómez en una casa casi vacía con su novio, intercalado con escenas de ellos bailando en un club. El video superó más de 20 millones de visitas en YouTube en marzo de 2023.

## Espectáculos en vivo
El 15 de mayo de 2022, Gómez interpretó «Bailé con mi ex» en los Billboard Music Awards 2022, junto con «Mamiii». El 24 de mayo de 2022, Gómez actuó en Jimmy Kimmel Live!. El 14 y 21 de abril de 2023, Gómez interpretó la canción en el Festival de Música y Artes del Valle de Coachella.

## Recepción de la crítica
| Publicación | Lista                                                                  | Rango | Ref.  |
| ----------- | ---------------------------------------------------------------------- | ----- | ----- |
| Billboard   | Las 23 mejores canciones latinas hasta ahora: selecciones del personal |       | [ 7 ] |

## Premios y nominaciones
| Organización                         | Año  | Categoría                        | Resultado | Ref.   |
| ------------------------------------ | ---- | -------------------------------- | --------- | ------ |
| Premios de la Música Latinoamericana | 2023 | Mejor Canción - Pop              | Nominado  | [ 8 ]  |
| Premios Lo Nuestro                   | 2023 | Canción pop/danza urbana del año | Nominado  | [ 9 ]  |
| Premios Juventud                     | 2023 | Pista pop del año                | Ganadora  | [ 10 ] |
| Premios del evento musical femenino  | 2022 | Mejor Música Latina              | Nominado  | [ 11 ] |

## Posicionamiento en listas
| Lista (2022)                       | Mejor posición |
| ---------------------------------- | -------------- |
| Argentina (Argentina Hot 100)      | 49             |
| Argentina Airplay (Monitor Latino) | 6              |
| Costa Rica (Monitor Latino)        | 20             |
| Ecuador Pop (Monitor Latino)       | 13             |
| Guatemala (Monitor Latino)         | 16             |
| México Airplay (Billboard)         | 2              |
| México Español Airplay (Billboard) | 1              |
| Panamá (Monitor Latino)            | 16             |
| Panamá (PRODUCE)                   | 41             |
| Perú Pop (Monitor Latino)          | 20             |
| Puerto Rico Pop (Monitor Latino)   | 7              |
| Estados Unidos (Hot Latin Songs)   | 41             |
| Estados Unidos (Latin Pop Airplay) | 1              |
| Venezuela Pop (Monitor Latino)     | 15             |

| Lista (2022)                                | Posición |
| ------------------------------------------- | -------- |
| Argentina (Monitor Latino)                  | 14       |
| Bolivia (Monitor Latino)                    | 52       |
| Chile Pop (Monitor Latino)                  | 32       |
| República Dominicana Pop (Monitor Latino)   | 19       |
| El Salvador (Monitor Latino)                | 96       |
| América Latina (Monitor Latino)             | 64       |
| Panamá (Monitor Latino)                     | 68       |
| Puerto Rico Pop (Monitor Latino)            | 12       |
| Uruguay (Monitor Latino)                    | 76       |
| EE. UU. Latin Pop Airplay Songs (Billboard) | 10       |
| EE. UU. Latin Airplay Songs (Billboard)     | 33       |
| Venezuela Pop (Monitor Latino)              | 46       |

## Certificaciones
| País           | Organismo certificador | Certificación   | Ventas | Ref.   |
| -------------- | ---------------------- | --------------- | ------ | ------ |
| México         | AMPROFON               | Oro             | 70 000 | [ 38 ] |
| Estados Unidos | RIAA                   | Platino (Latin) | 60 000 | [ 39 ] |